# Papilio maraho
Papilio maraho (лат. ) — дневная бабочка из семейства парусников. Эндемик острова Тайвань. Исчезающий вид, занесённый в Международную Красную книгу МСОП.

## Распространение
Юго-Восточная Азия, Тайвань.

## Описание
Размах крыльев около 10—11 см. Основная окраска буровато-чёрная с красными и желтовато-кремовыми отметинами. Задние крылья с широким притуплённым хвостовым отростком с двумя жилками. Вид был впервые описан как подвид китайского вида Papilio elwesi. Включали в подроды: Agehana, Chilasa или Princeps.
Монофаг, единственное кормовое растение гусениц редкий вид — Тайваньский сассафрас (Sassafras randaiense, семейство Лавровые). Время лёта — с января по май, с пиком численности в апреле-мае.
- Papilio maraho
- Sassafras randaiense, кормовое растение гусениц

## Охранный статус
Вид, близкий к уязвимому положению. Внесён в международный список редких и исчезающих видов организмов МСОП.
Подвергается опасности из-за сведения мест обитания в горных лесах и высокой цены при продаже коллекционерам.